# Actenodia devylderi
Actenodia devylderi is een keversoort uit de familie van oliekevers (Meloidae). De wetenschappelijke naam van de soort is voor het eerst geldig gepubliceerd in 1928 door Borchmann.